# Kaat Van Daele
Kaat Van Daele (Gent, 24 augustus 1989) is een Belgisch kunstschaatsster.

## Levensloop
Van Daele is afkomstig uit Sint-Martens-Latem en is van opleiding opticien.
Ze werd in 2012, 2013 en 2014 Belgisch kampioene. Daarnaast werd ze er zevenmaal tweede.
Tevens nam ze deel aan de wereldkampioenschappen van 2013 in het Canadese London en 2014 in het Japanse Saitama, alsook aan de Europese kampioenschappen van 2012 in het Britse Sheffield, 2013 in het Kroatische Zagreb en 2014 in het Hongaarse Boedapest.